# Fjunig storstövslända
Fjunig storstövslända (Neopsocopsis hirticornis) är en insektsart som först beskrevs av Reuter 1893.  Fjunig storstövslända ingår i släktet Neopsocopsis, och familjen storstövsländor. Arten är reproducerande i Sverige.